# Гай Касий Лонгин (консул 73 пр.н.е.)
Вижте пояснителната страница за други личности с името Гай Касий Лонгин.
Гай Касий Лонгин (на латински: Gaius Cassius Longinus) e политик на късната Римска република.

## Биография
Произлиза от клон Лонгин на плебейската фамилия Касии.
През 73 пр.н.е. Лонгин е избран за консул заедно с Марк Теренций Варон Лукул и следващата година е проконсул в провинция Цизалпийска Галия. Участва в потушаването на робското въстание на Спартак, но претърпява загуба против бунтовниците при Мутина (днешна Модена).
През 70 пр.н.е. Касий е свидетел в процеса против бившия управител Гай Вер. След четири години е привърженик на lex Manlia, който дава на Помпей главното командване във войната против Митридат VI.
Лонгин е вероятно баща на Гай Касий Лонгин, един от убийците на Цезар.